# NGC 1061
NGC 1061 je galaksija u zviježđu Trokut.

## Vanjske poveznice
- SEDS: NGC 1061